# Ce cher Victor
Pour plus de détails, voir Fiche technique et Distribution.
Ce cher Victor est un film français réalisé par Robin Davis, sorti le 21 mai 1975.

## Synopsis
Anselme et Victor, deux vieux, cohabitent tant bien que mal. Victor, acariâtre, soupe au lait, a perdu sa femme depuis huit ans. Il ne manque pas une occasion d'humilier Anselme. Rejoints par Anna, qui se dit cantatrice, ils préparent la fête de la musique, sous la direction d'un Victor tyrannique et méprisant qui vexera Anna, au bord des larmes. Anselme ronge son frein .Il se venge en précédant Victor sur la tombe de Louise. Il y écrit un texte signé S qui laisse supposer que Louise avait un amant. 
Victor venu se recueillir juste après au cimetière est bouleversé. Il veut retrouver le mystérieux corbeau qui signe S, et qu'il croit avoir été l'amant de sa femme. Il est sûr que c'est Anselme, mais celui-ci le convainc du contraire, et se montrera plein de compassion pour Victor. Tout en multipliant dans son dos mots et lettres anonymes signés S. Anselme ira jusqu'à acheter un canari jaune, le tuer et le poser sur le rebord de la fenêtre. Victor y verra probablement le présage du cocu anéanti.

## Fiche technique
- Titre : Ce cher Victor
- Réalisation : Robin Davis
- Assistant réalisateur : Patrick Dewolf
- Scénario : Robin Davis, Patrick Laurent
- Dialogues : Patrick Laurent
- Photographie : Yves Lafaye
- Montage : José Pinheiro
- Musique : Bernard Gérard
- Son : Jean-Pierre Ruh
- Producteurs délégués : Jean-Claude Bourlat et Denise Petitdidier
- Sociétés de productions : Lugo Films et Prodis
- Pays de production :  France
- Langue : français
- Genre : comédie dramatique
- Dates de sortie :
  - France : 21 mai 1975 à Paris

## Distribution
- Bernard Blier : Anselme Maillard
- Jacques Dufilho : Victor Lasalle
- Alida Valli : Anna Fiorelli
- Jacqueline Doyen : Micheline
- Philippe Castelli : le neveu
- Jacques Rispal : Charret
- Étienne Draber : l'animateur du Repas de l'Amitié
- Alice Reichen : Jeanne
- Xavier Depraz : un ami au bar
- Roger Riffard : Raymond
- Gabrielle Doulcet : une dame au Repas de l'Amitié
- Gilbert Bahon : Marcel, le gendre
- Simone Duhart
- Micha Bayard : une dame au Repas de l'Amitié
- André Penvern
- Hélène Tossy
- Roland Malet : doublure de Blier

## Lieux de tournage
- Le Marché Beauvau Place d'Aligre, Paris XIIe
- Passage Saint-Paul (domicile commun au numéro 5 face au numéro 6)
- Rue d’Ormesson
- Rue de Sévigné (une librairie 2 Rue de Sévigné)
- L'Église Saint-Germain-de-Charonne, Place Saint-Blaise, Paris XXe
- le cimetière de Boulogne-Billancourt
- Le spectacle vers la fin du film a été tourné à la salle des fêtes Emile Zola de Nogent-sur-Marne.

## Autour du film
- À 41 min 30 s, un des projecteurs de tournage se reflète à gauche en haut de la façade en faïence d’un établissement de thérapie bains douches. En bas du I du mot BAINS sur la façade, une applique murale ronde éclaire le devant de l’établissement.
- L’immeuble donnant accès au domicile d'Anselme et Victor se situe 5 passage Saint-Paul. En fait, ce passage est une impasse[1] qui débouche sur une porte de l’Église Saint-Paul. Le film fait croire que le 6 en face du domicile se trouve rue d'Ormesson : Anselme sort vers la gauche sans issue face au 6, longe la rue d’Ormesson, tourne à gauche rue de Sévigné qui débouche devant l’entrée principale de cette même église.

## Bande originale
Doublure piano : Jean Schoubert.
- La petite Hirondelle par le Newblue grass connection.
- De Giuseppe Verdi :
  - Rigoletto, avec Bernard Blier (Anselme) au piano, Jacques Dufilho (Victor) au chant et Alida Valli (Anna) cantatrice.
  - Danse des petites esclaves maures « par les enfants de Bondy » (Aida)
  - Aida chanté par Alida Valli (Anna)

## Distinctions
- Sélection au Festival de Cannes 1975 en compétition officielle